# Gombazūn
Gombazūn (persiska: گمبزون) är en ort i Iran.   Den ligger i provinsen Khuzestan, i den centrala delen av landet, 600 km söder om huvudstaden Teheran. Gombazūn ligger 18 meter över havet och antalet invånare är 447.
Terrängen runt Gombazūn är mycket platt. Runt Gombazūn är det ganska tätbefolkat, med 58 invånare per kvadratkilometer. Närmaste större samhälle är Rāmshīr, 15,1 km nordost om Gombazūn. Trakten runt Gombazūn är ofruktbar med lite eller ingen växtlighet.